# Pantai Besar
Pantai Besar is een bestuurslaag in het regentschap Flores Timur van de provincie Oost-Nusa Tenggara, Indonesië. Pantai Besar telt 1163 inwoners (volkstelling 2010).